# Silicon Integrated Systems
A Silicon Integrated Systems (SiS; kínaiul: 矽統科技; pinjin hangsúlyjelekkel: Xìtǒng kējì; magyar népszerű: Hszi-tung ko-csi) egy tajvani csipgyártó vállalat, amely alaplapi chipseteket, processzorokat, és grafikus chipeket tervez. 1999-ben felvásárolták a Rise Technology nevezetű CPU gyártó vállalatot, később ezt a divíziót eladták. Felvásárolták még a Trident Microsystems nevezetű, grafikus chipeket tervező vállalatot is. Grafikus divíziójukat XGI Graphics, Inc néven külön leányvállalatba csatoltak, később ezt feloszlatták, és visszaolvasztattak a fővállalatba.

## Alaplapok
Az első lényeges fejlesztésük 486-os processzorokhoz illő alaplapi csipszetek piacra dobása volt, később Socket 7 alapokon népszerű alaplapi megoldásokkal bekerültek a köztudatba. Korai cspseteik:
- SiS 310,320,320 "Nyuszi"
- SiS 401/402 ISA
- SiS 406/411 EISA, VLB
- SiS 460 ISA, Vesa Local Bus
- SiS 461 ISA, Vesa Local Bus
- SiS 471 ISA, Vesa Local Bus
- SiS 496/497 ISA, VLB, PCI

- SiS 501/502/503 PCI, ISA
- SiS 5511/5512/5513 ISA, PCI
- SiS 5571 ISA, PCI
- SiS 5581/5582 ISA, PCI, AGP
- SiS 5591/5595 ISA, PCI, AGP

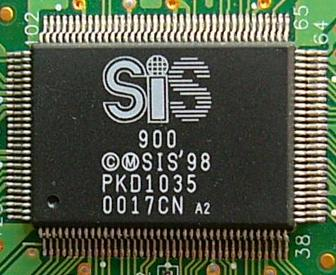
SiS LAN Chip SiS900

- A SiS 530 csipszettel az alaplapra integrált videókártya használata is lehetővé válik, ez a SiS 6306, 3D képességekkel rendelkezik, maximum 8 mbyte memóriát lehet a rendszerből elkülöníteni számára.
- A SiS 540 chipsettel SiS 300 grafikus chip érkezik.
- SiS 600/SiS 5595
- SiS 620/SiS 5595
- SiS 630/730 -SiS 305 grafikus chipet tartalmaz
- SiS 633
- SiS 635
- SiS 645 (Socket 478)
- SiS 645DX
- SiS 648
- SiS 648FX
- SiS 650 (SiS 315 grafikus chippel)
- SiS 650GX
- SiS 651
- SiS 655
- SiS 655FX
- SiS 661FX
- SiS 661GX
- SiS 640 (IGP)
- SiS 652 (IGP)
- SiS 655TX
- SiS 661
- SiS R658 (Rambus)
- SiS 630/730
- SiS 733
- SiS 740
- SiS 741
- SiS 741GX
- SiS 745
- SiS 746
- SiS 746FX
- SiS 748
- SiS 649
- SiS 649FX
- SiS 655 (AGP)
- SiS 656
- SiS 656FX
- SiS 661FX (IGP)
- SiS 662 (IGP)
- SiS 671 (IGP)
- SiS 671FX (IGP)
- SiS 671DX
- SiS 672 (IGP)
- SiS 755FX
- SiS 760 (IGP)
- SiS 760GX (IGP)
- SiS 761GX (IGP)
- SiS 756

## Grafikus processzorok
A SiS, illetve leányvállalatai mind alaplapra, mind processzorba integrált formában, mind dedikált grafikus kártya formájában jelentettek meg különböző modelleket.
- SiS 6201
- SiS 6202
- SiS 6205
- SiS 6215
- SiS 6225
- SiS 6306
- SiS 6326 – AGP és PCI formában is elérhető, 4 és 8 mbyteos változat is készül belőle. Megjelenésekor jónak számít, de hamar elavul.
- SiS 300 – Megjelenik az OpenGL támogatás, az elődhöz képest majd négyszeres sebességnövekedés. Dedikált grafikuskártya formájában is elérhető AGP és PCI foglalatra egyaránt. Olcsó, alsó-kategóriás.
- 301]
- SiS 305
- SiS 315
- SiS 320 (Xabre 80) DirectX 8.1, AGP 8x támogatás.
- SiS 326
- SiS 330 (Mirage IGP) Integrált formában kerül az alaplapokra.
- SiS 340 (Xabre 200)
- SiS 360 (Xabre 400) DirectX 9 támogatás
- SiS 380 (Xabre 600)
- XGI Volari V3 – DirectX 8 kompatibilis grafikus kártya, a Trident fejlesztése alapján
- XGI Volari V5 – DirectX 9 kompatibilis középkategóriás 3D kártya, a rossz meghajtóprogramok miatt csak néhány évet töltött a piacon
- XGI Volari V8 – középkategóriás videókártya
- XGI Volari V8 Duo – két processzoros videókártya, amelyet a Radeon 9800PRO és a GeForce FX5950 ellenfeléül szántak. Néhány hónap után visszavonták a piacról, mert jóval lassabb volt a konkurenciánál.
- XGI Volari V8300 – Alsókategóriás Directx9 kompatibilis grafikus kártya AGP 8x foglalatba
- XGI Volari V8600/XP10 – Shader Modell 3
- XGI Volari Z7/Z9/Z10 – Alacsony fogyasztású 2D grafikus chip, szerverekben és beágyazott rendszerekben használják.

## Processzorok
- SiS 550 – x86 processzor SOC (eredetileg Rise MP6, DP&M-nek eladva, ebből lett a Vortex86)
- SiS9561 – 2 magos MIPS processzor OpenGL ES 1.x grafikával
- SiS691 – Processzor, OpenGL ES 2.0 grafikával